# Jørgen Haagen Schmith
 Der er for få eller ingen kildehenvisninger i denne artikel, hvilket er et problem. Du kan hjælpe ved at angive troværdige kilder til de påstande, som fremføres i artiklen.

Jørgen Haagen Schmith (født 18. december 1910, København, død 15. oktober 1944, Jægersborg), med dæknavnet Citronen, var en dansk modstandsmand under besættelsen af Danmark 1940-45.

## Biografi
Han var søn af prokurist Johannes Haagen Schmith (1870-1919) og Olga Amanda Petersen (1875-1952). Forældrene var blevet viet den 14. august 1908 i Hørsholm kirke, faderen døde af den spanske syge.
Frem mod og i begyndelsen krigen havde han forskellige jobs, i 1942 på Citroën-fabrikkerne, hvor han udførte småsabotager mod biler, der skulle leveres til tyskerne. I oktober 1941 blev han gift med Bodil Berg Jørgensen (1921-1982). De fik to børn, Anne Elisabeth i august 1942 og Lone i marts 1945.

### Modstandsmand
Sammen med en anden kendt modstandsmand "Flammen" tilhørte han modstandsgruppen Holger Danske, og de udførte sammen flere højst spektakulære aktioner. Lige før krigen havde han fået arbejde som portner og regissør i Zigeunerhallen på Jagtvej ved Nørrebros Runddel i København.
Sammen med Holger Danske-folkene var han i juli 1943 med til en stor sabotageaktion mod Citroën. Her blev et par engelske lastvogne, som tyskerne havde erobret, ødelagt. Det var her, han fik sit tilnavn i modstandsgruppen – ”Citronen”.
Citronen brugte sine svigerforældres sommerhus i Hvidovre som tilflugtssted. 
Efter at være kommet tilbage fra et ophold i Sverige, boede han i Ørholm på Islandsvej 6A i et rækkehus der tilhørte familien Rosenberg – en flygtet jødisk familie.

### Bopæl i Lyngby
I 1943 flyttede Jørgen Haagen Schmidt med sin kone, Bodil og sin datter, til Kongens Lyngby. Det gjorde de efter, at de havde boet i deres lejlighed på Frederiksberg. De flyttede til et rækkehus på 67 kvadratmeter på Islandsvej 6A, Ørholm, Kongens Lyngby. Her boede de ulovligt i nogle måneder og derefter flyttede familien, i april 1944, til Charlottenlund. Et par km derfra blev han senere dræbt i en anden villa. Hustruen var i sikkerhed i Sverige.

### Sidste dage
Den 19. september 1944 var Citronen som ofte før forklædt som politimand, men var så uheldig, at tyskerne netop samme dag arresterede det danske politi. Han blev taget, men ikke genkendt, på trods af at han var stærkt eftersøgt af Gestapo. Da han forsøgte at flygte over et plankeværk, ramtes han af tyske kugler, men blev mirakuløst reddet af en forbikørende Zone-ambulance.
En måned senere ringede tyske Gestapo-folk på døren i et hus på Jægersborg Allé 184 i Charlottenlund, hvor Citronen lå i sin sygeseng. Flammen var på det tidspunkt rejst til Jylland og havde efterladt alle sine våben under Citronens seng. Gestapo-folkene anede ikke, at der befandt sig en efterlyst modstandsmand i huset, men da de forsøgte at trænge ind, og Jørgen Haagen Schmith troede, at de kom for at anholde ham, satte han sig til modværge. Han tog våbnene under sengen og åbnede ild mod tyskerne. Han var bevæbnet med adskillige maskinpistoler og håndgranater. Tyskerne var tvunget til at hente forstærkning på Jægersborg Kaserne. Jørgen Haagen Schmith kæmpede i omkring tre timer mod næsten 200 tyske soldater og nåede at dræbe og såre flere soldater. Til sidst, da huset var omspændt af flammer, kæmpede Jørgen Haagen Schmith sig uden for huset, hvor han døde i en byge af skud affyret af tyske maskinpistoler, sekunder efter han havde kastet sin sidste håndgranat.

## Efter hans død
Han blev den 29. august 1945 begravet i Mindelunden i Ryvangen, hvor en mindelund med hans gravsten blev indviet den 5. maj 1950.
Mindestenen har følgende inskription, som er fra et digt af forfatteren J. P. Jacobsen:
| Citat | FOR ALLE GODE TANKER DE KAN SLET IKKE DØ FØR ENDNU BEDRE TANKER ER SPIRED AF DERES FRØ | Citat |
|       |                                                                                        |       |

Posthumt blev Jørgen Haagen Schmith sammen med sin makker Bent Faurschou Hviid i 1951, tildelt den amerikanske medalje og udmærkelse Medal of Freedom af Præsident Harry S. Truman. Den blev givet til civile allierede af de amerikanske styrker for fortjenstfulde handlinger imod fjenden (Udmærkelsen blev indstiftet af Harry S. Truman i 1945, og blev senere omdannet til Presidential Medal of Freedom i 1963 af Præsident John F. Kennedy).

## Populærkultur
- I den danske drama/action-film fra 2008 Flammen & Citronen bliver Citronen portrætteret af Mads Mikkelsen.[4]